# Dirección General de Ejecución Penal y Reinserción Social
La Dirección General de Ejecución Penal y Reinserción Social (DGEPyRS) de España es el órgano directivo del Ministerio del Interior, adscrito a la Secretaría General de Instituciones Penitenciarias, que desarrolla competencias en materia de gestión regimental y tratamental de los centros penitenciarios, medio abierto, medidas alternativas y sanidad penitenciaria.

## Historia
La Dirección General fue creada en 2018 bajo la presidencia de Pedro Sánchez y durante el mandato del ministro del Interior, Fernando Grande-Marlaska.
Según el real decreto que la crea, se hace debido a que «la experiencia de los últimos años ha aconsejado revisar la actual estructura orgánica de la Secretaría General para dotarla de un órgano con rango de dirección general que se encargue específicamente de gestionar la actividad que genera la ejecución de las penas privativas de libertad y las medidas alternativas».
La DGEPyRS se crea de cero asumiendo competencias no únicamente de la SGIP, sino también de la extinta Subdirección General de Tratamiento y Gestión Penitenciaria, y algunas de la Subdirección General de Penas y Medidas Alternativas y de la Subdirección General de Coordinación de Sanidad Penitenciaria. Estas dos últimas, además, no fueron suprimidas, sino que se integraron en la dirección general.

## Estructura
La dirección general tiene dos únicos órganos, ambos subdirecciones generales:
- La Subdirección General de Medio Abierto y de Penas y Medidas Alternativas, a la que le corresponde la gestión, coordinación y seguimiento de la pena de trabajo en beneficio de la comunidad, de la suspensión de la ejecución de penas privativas de libertad y de la libertad condicional, la libertad vigilada de cumplimiento posterior a una pena privativa de libertad, así como la acción social penitenciaria. Asimismo, se encarga del seguimiento y supervisión de los internos cuando pasen a cumplir condena bajo el régimen abierto, la coordinación de los Centros de Inserción Social y Secciones Abiertas, Unidades Dependientes y medidas de control telemático. Igualmente será competente en el diseño, implantación, seguimiento y evaluación de los programas de intervención y tratamiento destinados a los internos en régimen abierto.
- La Subdirección General de Sanidad Penitenciaria, a la que le corresponde la gestión, coordinación y seguimiento de las actividades de mantenimiento y mejora de la higiene y salud en el medio penitenciario; el establecimiento de sistemas de información sanitaria y de vigilancia epidemiológica de las enfermedades prevalentes en el medio penitenciario; la prevención y tratamiento de las drogodependencias en el ámbito penitenciario; y las competencias respecto a la elaboración y ejecución de programas específicos destinados a la rehabilitación y reinserción de este tipo de internos.

## Titular
Hasta el momento, solo ha habido dos titulares:
1. Francisco Javier Nistal Burón (4 de agosto de 2018-1 de julio de 2020)[3]
2. Miguel Ángel Vicente Cuenca (1 de julio de 2020-presente)[4]